# 六氟锗酸镁
六氟锗酸镁是一种无机化合物，化学式为MgGeF6，它是无色晶体，比相应的MgSiF6稳定。它可由金属镁或其碳酸盐和二氧化锗溶于氢氟酸制得，从其水溶液中可以结晶出六水合物。